# Encyclia pauciflora
Encyclia pauciflora é uma espécie epífita que vegeta no centro e sul do Brasil. Pseudobulbos ovóides de 8 centímetros de altura, portando duas folhas coriáceas e lanceoladas, com forte vinco na sua parte central. Tem 20 centímetros de comprimento. Hastes florais com poucas flores de 3 centímetros de diâmetro, com pétalas e sépalas verdes, com campo marrom-púrpura nas extremidades. Labelo arredondado de cor branca com estrias púrpuras. É bastante perfumada.
Floresce no outono.